# Casarano Calcio
El Casarano Calcio es un club de fútbol de Italia, con sede en Casarano, en Apulia. Fue fundado en 1927 y refundado en varias ocasiones. Compite en la Serie C, tercera categoría del fútbol italiano.

## Historia
El club fue fundado en el año 1927 en la ciudad de Casarano en Apulia, y en sus primeros años llegó a jugar en la Serie C por 20 temporadas, teniendo sus mejores resultados en la década de los años 1990 con el director deportivo Pantaleo Corvino, que ayudó al debut del entonces futbolista de 16 años Fabrizio Miccoli. En la temporada 2001–2002 Mario Kempes fue entrenador del club.
El club fue refundado en 2006 con el nombre A.S.D. Virtus Casarano, pero en el verano de 2012 no jugó en la Serie D por bancarrota. El 24 de julio de 2012 el club tuvo su segunda refundación por Eugenio Filograna como S.S.D. Casarano Calcio como parte de la Promozione Apulia.

## Palmarés

### Torneos nacionales
- Coppa Italia Serie C (1): 1984-85
- Copa Italia de Aficionados (2): 2008-09, 2018-19

### Torneos interregionales
- Serie D (2): 1979-80 (Grupo E), 2024-25 (Grupo H)

### Torneos regionales
- Eccellenza Apulia (2): 2008-09, 2018-19
- Copa Italia de Aficionados Apulia (3): 2008-09, 2013-14, 2018-19
- Supercopa de la Eccellenza Apulia (1): 2008-09
- Promozione Apulia (3): 1976-77 (Grupo B), 1978-79 (Grupo B), 2012-13 (Grupo B)
- Copa Apulia de Promozione (1): 2012-13
- Supercopa de Promozione Apulia (1): 2012-13
- Prima Categoria Apulia (1): 1960-61 (Grupo D)